# Theodore S. Weiss

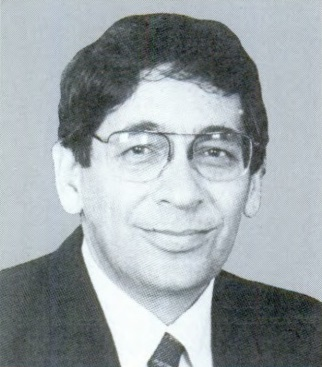
Theodore S. Weiss

Theodore Seymour „Ted“ Weiss (* 17. September 1927 in Gáva, Ungarn; † 14. September 1992 in New York City) war ein US-amerikanischer Jurist und Politiker. Zwischen 1977 und 1992 vertrat er den Bundesstaat New York im US-Repräsentantenhaus.

## Werdegang
Theodore Weiss besuchte bis 1938 die Volksschule in Ungarn. Zu jenem Zeitpunkt wanderte die Familie in die Vereinigten Staaten ein und ließ sich in South Amboy (New Jersey) nieder. Dort ging er auf öffentliche Schulen und graduierte 1946 an der Hoffman High School. Seinen Bachelor of Arts machte er 1961 an der Syracuse University und 1952 dort seinen Bachelor of Laws. Nach dem Erhalt seiner Zulassung als Anwalt im Jahr 1953 begann er in New York City zu praktizieren. In den Jahren 1946 und 1947 diente er in der US-Army. Er wurde 1953 in die Vereinigten Staaten eingebürgert. Zwischen 1955 und 1959 hielt er den Posten als stellvertretender Bezirksstaatsanwalt im New York County. Danach betrieb er in New York City zwischen 1959 und 1976 seine eigene Kanzlei. Während dieser Zeit saß er zwischen 1962 und 1977 im Council von New York City. Politisch gehörte er der Demokratischen Partei an. Als Delegierter nahm er 1962 an der New York State Democratic Convention teil und 1972 an der Democratic National Convention in Miami Beach.
Bei den Kongresswahlen des Jahres 1976 für den 95. Kongress wurde Weiss im 17. Wahlbezirk von New York in das US-Repräsentantenhaus in Washington, D.C. gewählt, wo er am 4. Januar 1977 die Nachfolge von Guy Molinari antrat. Er wurde sieben Mal in Folge wiedergewählt, verstarb allerdings während seiner letzten Amtszeit am 14. September 1992 in New York City.
Aus seiner 1958 geschlossenen ersten Ehe mit Zelda Prensky hatte er zwei Söhne, Thomas und Stephen. Seit 1980 war er mit Sonya Hoover verheiratet.